# Североамериканские удавы
Североамериканские удавы, или розовые удавы (лат. Charina) — род змей из семейства ложноногие.

## Виды
Включает 2 вида:
- Lichanura orcutti
- Lichanura trivirgata — Калифорнийский удав